# Zamlîci, Lokaci
Zamlîci (în ucraineană Замличі) este localitatea de reședință a comunei Zamlîci din raionul Lokaci, regiunea Volînia, Ucraina.

## Demografie
Componența lingvistică a localității Zamlîci
     Ucraineană (96,09%)
     Rusă (1,3%)
     Alte limbi (0,33%)
Conform recensământului din 2001, majoritatea populației localității Zamlîci era vorbitoare de ucraineană (96,09%), existând în minoritate și vorbitori de polonă (2,28%) și rusă (1,3%).